# Лестница наук
«Лестница наук» (Иерархия и первичная классификация наук) — это образное представление иерархии основных наук, в виде лестницы, при их классификации.

## История
Предложенная основоположником позитивизма Огюстом Контом (1798—1857) классификация наук по их значимости и влиянии друг на друга:
1. Астрономия (Математика)
2. Физика
3. Химия
4. Биология (Психология — согласно Огюсту Конту, промежуточная наука между биологией и социологией, которая также является буфером между естественными и точными науками с одной стороны, и гуманитарными и общественными — с другой)
5. Социология

Эта «лестница» снизу в верх: Математика → Физика → Химия → Биология → Социология отражает:
- переход от простых и общих явлений к сложным и частным;
- усложнение основных форм движения материи;
- историческую последовательность развития наук.

Считается, что наука возникла в VI веке до нашей эры в Древней Греции в виде первых теоретических систем Фалеса и Демокрита (Стёпин В. С.). Уже Аристотель разделил науки на физику (природа), этику (общество) и логику (мышление). В XVII в. Ф. Бэкон разграничивал историю, поэзию и философию. Основы современной классификации наук заложил Сен-Симон, затем О. Конт в XIX веке систематизировал его идеи и составил «энциклопедический ряд» основных наук, расположив их в порядке уменьшения абстрактности. Этот ряд в современном виде изображается приведённой выше лестницей.
Рассмотрение иерархической лестницы наук позволяет правильно осмыслить будущее каждой науки, её возможности, цели и задачи. Более того, намечаются направления и особенности развития познания в целом и место в нём человека.

## Параллельное смещение границ наук
В результате развития каждой из наук объекты, которые эта наука может эффективно исследовать, становятся всё более сложными. Физика осваивает пограничные области химии, химия — биологии. Так, химическая физика объяснила причину периодичности в законе Д. И. Менделеева, природу химической связи. Биологическая химия исследует обмен веществ в живых организмах, приблизилась к раскрытию устройства и механизма действия генетического кода.
Из-за экспансии нижележащих наук в пограничные области расположенных выше смежных наук как верхняя, так и нижняя границы каждой науки смещаются в сторону более сложных объектов. Иными словами, происходит параллельное (совместное) смещение наук (Имянитов).
Смещение границ наук происходит не одновременно. «Наступление» физики на химию происходило дважды: в XVII—XVIII вв. на основе успехов классической механики, и в XX в. — в связи с достижениями квантовой химии. В экспансии физических и химических наук в биологию имели место три «волны»: в XVII—XVIII вв. на основе успехов классической механики, в XVIII—XIX вв. в результате достижений биохимии в области физиологии, а в XX в. на основе развития молекулярной биологии, в особенности выяснения химических основ генетики (Курашов).
Неодновременность в смещении границ приводит к имеющим временный характер изменениям в соотношениях содержаний, объёмов наук. Однако концепцией о параллельном смещении границ наук на весь обозримый период снимаются шокирующие многих людей представления о поглощении одних наук другими: физики — математикой, химии — физикой, биологии — химией, социологии — биологией.
Многовековую историю имеют дискуссии по вопросам: «Можно ли науки, находящиеся на более высоких ступенях иерархической лестницы, вывести из наук, расположенных ниже? Объяснить все явления химии (биологии) на основе физики? Выводимо ли высшее из низшего?» Эти вопросы подробно рассмотрены отдельно:
Важный момент в классификации наук: между ними нет чётких границ. Один объект может изучаться разными науками. В результате этого изучения получается описание или модель объекта. Данная модель, если выражаться языком философии, является абстракцией этого объекта.

## Развитие лестницы наук вниз и вверх
Большой познавательный и футурологический интерес представляют возможные изменения на нижнем и верхнем концах лестницы наук.
Интересна идея, по которой ниже физической ступени находится бесконечный ряд всё более простых форм материи, а сингулярное состояние (с него начался «Большой Взрыв», приведший к образованию нашей Вселенной) является границей, разделяющей физическую и лежащую ниже (возможно, физический вакуум) формы материи (Орлов).
Прогнозы прогресса верхней части лестницы наук имеют драматический характер. Если предположить, что развитие материи будет продолжаться и дальше, то придётся признать, что человек представляет собой только одну из рядовых и промежуточных ступеней развития и находится по отношению к будущей «сверхсоциальной» ступени так же, как растения и животные относятся к человеку (Имянитов). Это приводит к отрицанию роли человека как «высшего цвета» природы. Такое многим людям, в том числе учёным, представляется совершенно неприемлемым, хотя единственными аргументом здесь является: «Этого не может быть, потому что этого не может быть никогда» по Чехову. Больше сторонников у точки зрения, согласно которой человечество «есть несомненно высшая и последняя ступень развития материи, но она сама способна к бесконечному развитию» (Орлов).
Наблюдающееся в настоящее время взаимопроникновение науки и искусства, их синтез могут предотвратить упомянутые выше, неблагоприятные для человечества, сценарии развития материи. Противопоставление искусству, столь характерное для классической науки, сменилось разграничением: было признано, что наука — это мышление в понятиях, а искусство — мышление в образах. С одной стороны — показана невозможность чисто логически создать качественно новые концепции, значительная роль при этом образного мышления. С другой стороны — очевидна необходимость искусства в «преднаучной» разработке проблем общественного устройства, внеземного разума, футурологии.
При переходе от классической науки к неклассической и постнеклассической (Научно-техническая революция) лестница наук в основном сохранила состав и взаимное расположение составляющих её элементов (наук), и может показаться, что она осталась неизменной. Однако при этом произошли разрывы и скачки в новое качество, и хотя названия наук сохранились, сами науки существенно изменились.
Дальнейшее расширение возможностей описания науки может быть достигнуто путём перехода от «лестницы наук» к соответствующему «дереву», к многомерным вариантам иерархической лестницы наук.
Если укрупнить масштаб рассмотрения, то отдельные ступеньки в лестнице наук перестают быть различимыми, и вся лестница предстаёт как одна ступень под названием «наука». Эту ступень, с точки зрения части философов, можно считать составной частью лестницы более высокого порядка, которую впервые предложил Джеймс Джордж Фрэзер:
```
                                   Наука
                            Религия                            
                       Магия

```